# Haderslev Læreres Skole
Haderslev Læreres Skole var - trods navnet - et gymnasium i København. Det blev oprettet 1864 som privat latinskole i København af de forviste dansksindede lærere fra Haderslev. 1871 fik skolen dimissionsret til prøverne efter loven af 1871, og 1890 blev den nedlagt.
Fra 1864 til 1889 var S.B. Thrige bestyrer af skolen.

## Kendte studenter
- 1866-71: Emil Piper (kun elev)
- 1867: Johan Reimer Zerlang[1]
- 1872: M.C. Grøn, Immanuel Lembcke og Christian Michael Rottbøll
- 1873: Alfred og Otto Benzon
- 1874: Karl Gjellerup og Theodor Wedel-Heinen
- 1875: Axel Bang, Anthonius Krieger
- 1878: Edmund Jensen og William Behrend
- 1879: Arthur Aumont, Peter Nansen og Axel Heide
- 1883: Johannes Fibiger
- 1885: Jørgen Fibiger
- 1886: Charles Grut Hansen
- 1887: Poul Levin